# Aegus svenjae
Aegus svenjae is een keversoort uit de familie vliegende herten (Lucanidae). De wetenschappelijke naam van de soort is voor het eerst geldig gepubliceerd in 2004 door Schenk.